# CI 엔터테인먼트
CI 엔터테인먼트(영어: CI Entertainment)는 2014년에 설립한 대한민국의 연예 기획사이다.

## 현재 소속 연예인
- 이영현
- 테이크 (신승희, 장성재)
- 장은아
- 최우리
- 백승렬
- 오늘

## 과거 소속 연예인
- SS301 (허영생, 김규종, 김형준)
- 김동완
- 전진